# Grün (Adorf/Vogtl.)
Grün ist eine Wüstung zwischen Adorf/Vogtl. und Hermsgrün, die heute zu Adorf im sächsischen Vogtlandkreis gehört.
Erstmals erwähnt wurde Grün 1378 als Pilgerimsgrune, wobei die Zuweisung unsicher ist. Spätere Nennungen sind In der Wustenunge genant die Grun (1485), die Wustung gnant die Grun (1533), in der Wustung gnant die Grunn, der von Adorff wusstung Gruenn (1542), von Hoff vff der Grun (1583) und auff der Grun (1593). Um 1500 wurde Grün als Sorge wiederbesiedelt.

## Beleg
1. ↑  Grün (1) – HOV | ISGV. Abgerufen am 24. September 2023.

Koordinaten: 50° 20′ N, 12° 18′ O